# Mogila Péter
Mogila Péter (ukránul Петро Могила azaz Petro Mohila, lengyelül Piotr Mohyła, románul Petru Movilă) (Szucsáva vagy Jászvásár, 1597. január 10.  (Julián naptár szerint 1596. december 31.) – 1647. január 1. (Julián naptár szerint 1646. december 22.)) Kijev metropolitája 1633 és 1647 között.

## Családja
A Movilești román bojárcsalád tagjaként született. Apja, Simion Movilă havasalföldi fejedelem, anyja, Marghita Hâra egy moldvai logofăt lánya volt. Apai nagyanyja révén, aki Petru Rareş lánya volt, III. (Nagy) Istvántól származott. Nagybátyjai közül Gheorghe Movilă Moldva metropolitája, Ieremia Movilă pedig Moldva uralkodója volt.

## Élete
Miután Simion Movilăt 1607-ben meggyilkolták, özvegye és gyermekei Lengyelországba menekültek, ahol rokonuk, Stanisław Żółkiewski hetman fogadta be őket. Pétert tizenegy éves koráig otthon nevelték, utána vagy a lembergi Ortodox Testvériség iskolájában vagy a zamośći akadémián tanult. Tanulmányait egyes feltételezések szerint Párizsban folytatta, más feltételezések szerint a jezsuiták La Flèche-i kollégiumában vagy a krakkói egyetemen. Jól ismerte a román, szlavón, orosz, lengyel, ruszin nyelveket, és egyes utalások szerint latinul és görögül is tanult.
Fiatalemberként a lengyel hadseregben harcolt, és részt vett az 1621-es chocimi csatában. 1625-ben belépett a Pecserszka lavra kolostorba, és 1627-ben a kolostor archimandritája lett. 1631-ben iskolát alapított a kolostorban.
1633-ban Kijev metropolitája lett. Ekkoriban a Lengyel–Litván Unió területén az ortodox egyház szervezete meggyengült az 1596-os breszti unió következtében (az unió következtében az ortodoxoknak nem maradt püspökük); 1632-ben azonban IV. Ulászló lengyel király elismerte az ortodox egyházi hierarchiát. Mogila lojális maradt Lengyelországhoz, távolságot tartott a moszkvai patriarchátustól, és igyekezett az egyházon belül a nyugati kultúra egyes elemeit meghonosítani. Az általa alapított kollégium, amelyet 1701-ben akadémiai rangra emeltek, hamarosan fontos ortodox teológiai központtá vált, amely vetélkedett a helyi jezsuita kollégiummal. Élete végéig több mint 2100, leginkább latin nyelvű könyvből álló könyvtárat gyűjtött össze, amelyet végrendeletében az általa alapított akadémiára hagyott.

## Munkássága
1628 és 1632 számos általa kiadott, írt vagy gondozott munka jelent meg a Pecserszka lavra kolostor nyomdájában, köztük két keresztény moralista könyv (1628), két imádságos könyv mind templomi, mind egyéni használatra (1629 illetve 1631), egy egyházjogi könyv új kiadása (1629), valamint egy új liturgiás könyv (1629). A Mogila-féle liturgiás könyv, amelyet a címlap szerint a görög eredetikkel ellenőrzött, nem csupán az ortodox liturgia hiteles leírását tartalmazta, hanem számos kommentárt, magyarázatot és gyakorlati tanácsot is.
Kevésbé ismert műve Kempis Tamás Krisztus követése című művének átdolgozott fordítása a mai ukránhoz hasonló nyelvre, amely feltehetőleg szintén 1628-ban jelent meg a kolostor nyomdájában. A műből csak egy kéziratos másolat maradt fenn.
Metropolitaként több új püspökséget és esperességet alapított, számos nyomdát létesített, megnövelte a papokból és világi hívőkből álló úgynevezett ortodox testvériségek szerepét. Matei Basarab és Vasile Lupu fejedelmek kérésére nyomdafelszerelést és nyomdászokat küldött Havasalföldre és Moldvába is.
A katolikus és kálvinista befolyás csökkentése érdekében kidolgozott egy ortodox hitvallást, amelyet az 1640. szeptemberében összeült kijevi zsinat elé terjesztett jóváhagyásra. A zsinat úgy vélte, hogy a hitvallás két ponton nem felel meg az ortodox hitelveknek, ezért egy kibővített, semleges zsinaton szükséges tárgyalni. A hitvallás újabb megvitatására az 1642. szeptember 15. – október 27. között tartott jászvásári zsinaton került sor. A zsinaton részt vettek az ukrán ortodox egyház, a konstantinápolyi ortodox egyház és a román ortodox egyház képviselői, valamint Vasile Lupu moldvai fejedelem. A két kérdéses pontot kijavították, ezt követően a Mogila-féle hitvallás használata általánossá vált az ortodox egyházban. (Magyar nyelven Miskolczi István kecskeméti görög kereskedő adta ki 1791-ben Miskolczi Miklós fordításában.)

## Szentté avatása
1996. december 6-án az ukrán ortodox egyház, 2002. október 13-án a román ortodox egyház avatta szentté; a lengyel ortodox egyházban is szentként tisztelik.

## Emlékezete
Az általa alapított kollégium, utóbb akadémia ma a Kijevi Nemzeti Egyetem - Mohila Akadémia nevet viseli. Kijevben és Lvivben emléktábla őrzi emlékét. Szobra áll Kijevben és Otaci-ban (Moldvai Köztársaság)
1996-ban, születésének 400. évfordulóján 10hrivnyás emlékérmet bocsátottak ki tiszteletére.

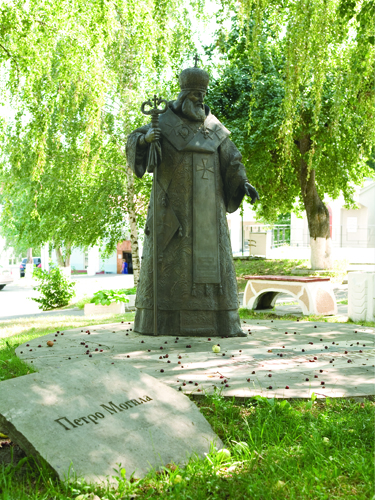
Kijev
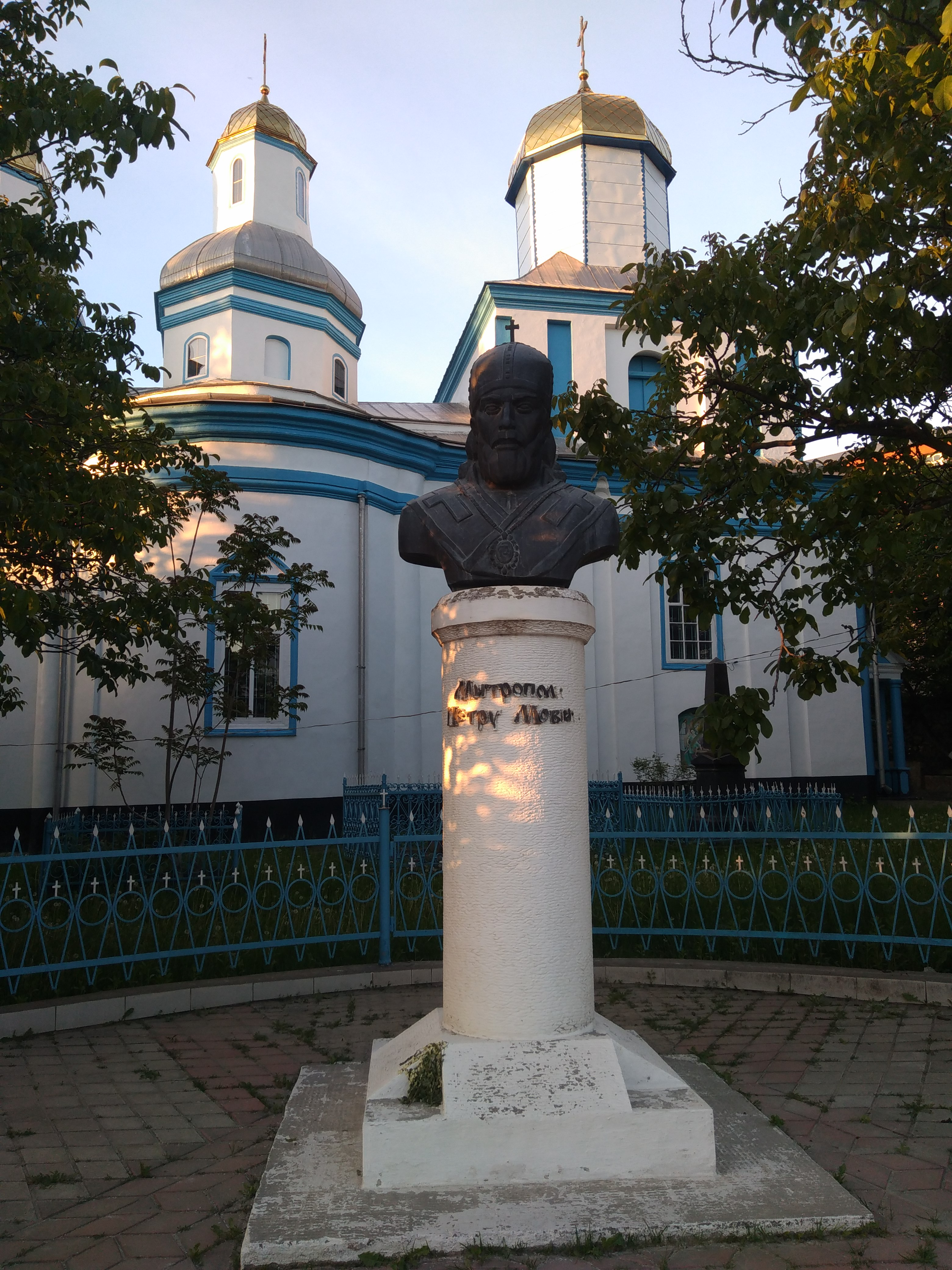
Otaci
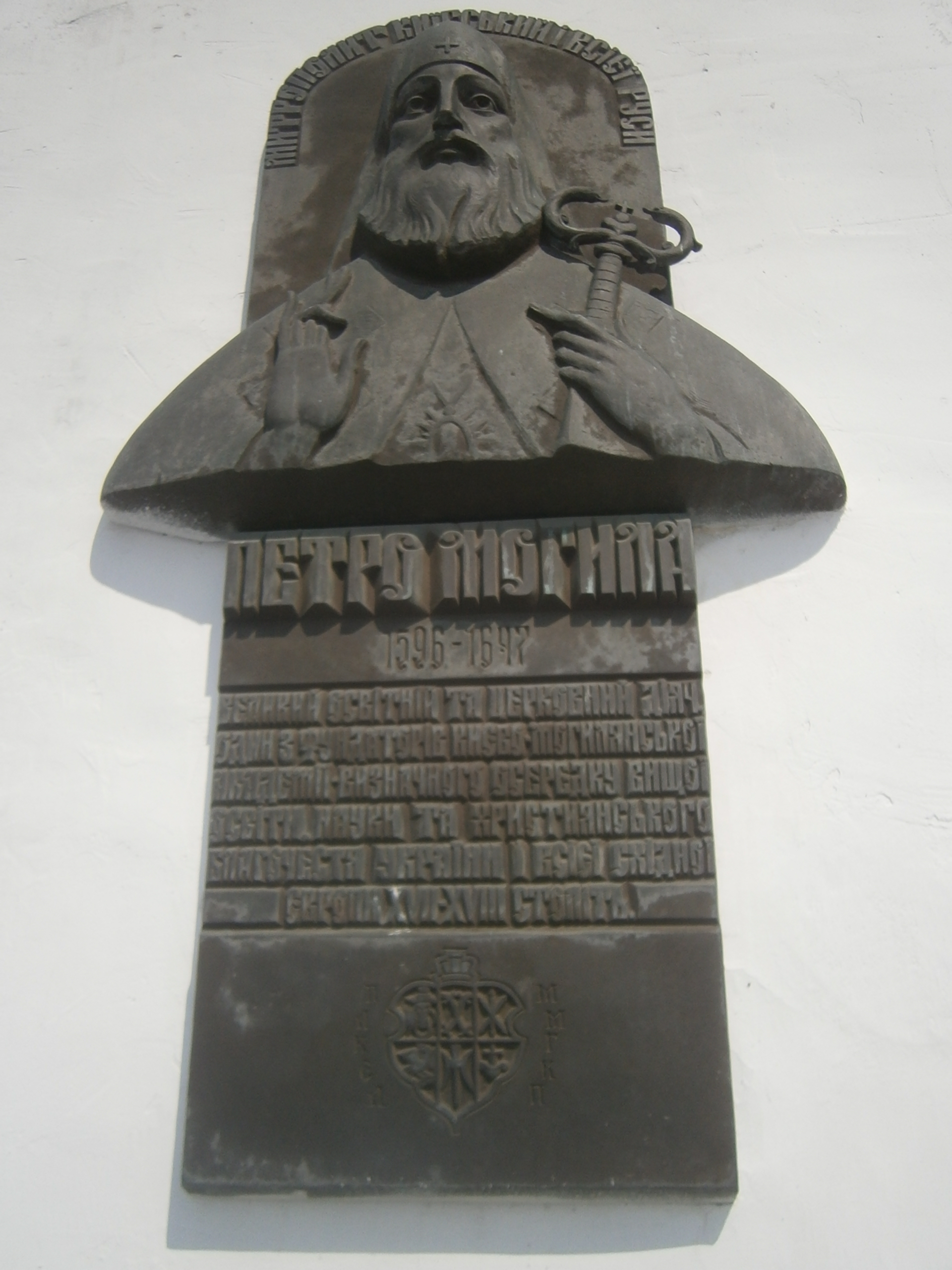
Kijev
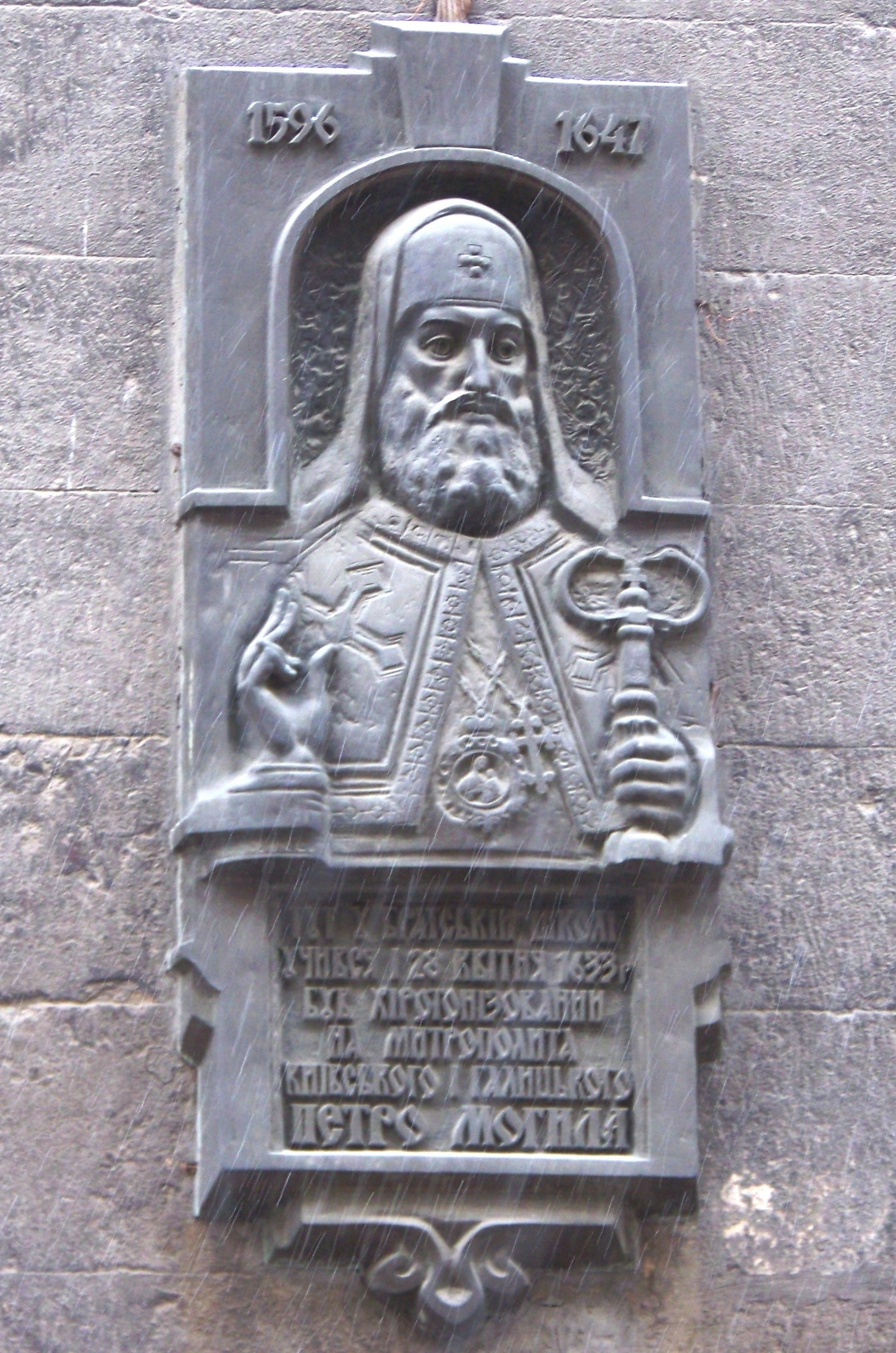
Lviv